# Jhansi Railway Settlement
Jhansi Railway Settlement es una ciudad industrial situada en el distrito de Jhansi en el estado de Uttar Pradesh (India). Su población es de 13602 habitantes (2011). 

## Demografía
Según el censo de 2011 la población de Jhansi Railway Settlement era de 13602 habitantes, de los cuales 7226 eran hombres y 6376 eran mujeres. Jhansi Railway Settlement tiene una tasa media de alfabetización del 86,49%, superior a la media estatal del 67,68%: la alfabetización masculina es del 92,10%, y la alfabetización femenina del 80,16%.